# Hudsonschnepfe
Die Hudsonschnepfe (Limosa haemastica), auch als Amerikanische Uferschnepfe bezeichnet, ist ein großer Watvogel aus der Gattung der Pfuhlschnepfen (Limosa).

## Beschreibung
Die Hudsonschnepfe erreicht eine Länge von 37 bis 42 cm. Der rosafarbene Schnabel ist 8 cm lang und aufwärts gerichtet. Das Gewicht beträgt zwischen 195 und 358 Gramm. Die langen Beine haben eine schwarze Färbung. Die Brust und die Seiten sind dicht gestreift, über den Bauch zieht sich ein feines Wellenmuster. Der Bürzel ist weiß. Der schwarze Schwanz hat eine weiße Bänderung. Die Oberseite ist braun meliert. Das Sommergefieder der Männchen weist von der Brust bis zum Bauch eine kastanienbraune Färbung auf. Die Weibchen sind dunkler gefärbt. Im Winter ist das Gefieder am Rücken beider Geschlechter grau und die Brust heller getönt. Im Flug sind schwarze Unterflügeldecken zu sehen. Sein Ruf hört sich wie ein hochgestimmtes Tawit! an.

## Verbreitung und Lebensraum

Ihr Brutgebiet liegt im südlichen Alaska (z. B. Cook Inlet), vermutlich aber auch im westlichen Alaska (wie Kotzebue und Norton Bay) sowie Mackenzie, dem nordwestlichen British Columbia bis zur Hudson Bay. Im Frühjahr wandert sie zu den Great Plains. Ihre Überwinterungsplätze befinden sich in Feuerland und auf den Falklandinseln, insbesondere im Naturschutzgebiet Reserva Costa Atlántica Tierra del Fuego, wobei sich im Herbst tausende von Vögeln in der James Bay sammeln und dann nonstop nach Südamerika fliegen. Ihr Lebensraum sind Strände und Prärie-Teiche. Den Sommer verbringen sie in der arktischen Tundra.

## Lebensweise
Während des Winterhalbjahrs leben Hudsonschnepfen gesellig, allerdings bilden sie nur kleine Schwärme von bis zu 30 Individuen. Sie sind dagegen einzelgängerische Bodenbrüter, bei denen die Männchen um die einzelnen Territorien kämpfen. Das Nest befindet sich gut getarnt in einem sumpfigen Gebiet. Das Weibchen legt gewöhnlich vier Eier. Beide Eltern kümmern sich um die Jungen, die Nestflüchter sind und schon bald nach der Geburt auf eigene Nahrungssuche gehen. Nach einem Monat sind sie flügge. Diese Schnepfen finden ihre Nahrung, die aus Insekten und Krustentieren besteht, im flachen Wasser.

## Hudsonschnepfe und Mensch
Im 19. Jahrhundert war die Hudsonschnepfe noch ein sehr häufiger Vogel. Die Schießwut der Vogeljäger ließ die Bestände jedoch so stark schrumpfen, dass sie in den 1920er Jahren aus einem großen Bereich ihres Verbreitungsgebietes verschwand. Der Bestand liegt heute stabil bei etwa 50.000 Exemplaren. Trotzdem könnte die Trockenlegung der Feuchtgebiete, die Störungen durch den Menschen und die Umweltverschmutzung zu einem erneuten Rückgang dieser Art führen, da ca. 80 Prozent der Weltpopulation auf wenige Brutgebiete beschränkt sind.

## Etymologie und Forschungsgeschichte
Die Erstbeschreibung der Hudsonschnepfe erfolgte 1758 durch Carl von Linné unter dem wissenschaftlichen Namen Scolopax Haemastica. Als Verbreitungsgebiet gab er Nordamerika an. 1760 führte Mathurin-Jacques Brisson die neue Gattung Limosa ein. Dieser Name hat sein Ursprung in lateinisch limus, limi ‚Schlamm, Schleim‘. Der Artname haemastica leitet sich von αἱματικος, αἱμα, αἱματος haimatikos, haima, haimatos, deutsch ‚blutig, Blut‘ ab. Alfred Laubmann hatte für sein Werk Die Vögel von Paraguay keinen Balg zur Verfügung. Er verweist darauf, dass die Art nur allgemein für das Land Paraguay in der Literatur erwähnt wird. Zusätzlich erwähnte Laubmann Chorlito del frente acanelada von Félix de Azara als Nachweis für das Land. Laubmann betrachtete die Art nur als Wintergast im Land. Scolopax hudsonica Latham, 1790 wird heute als Synonym zur Hudsonschnepfe gesehen. Der Name bezieht sich auf das Hudson Bay, ein Name der auch im deutschen Trivialnamen einzug fand.

## Belege

### Einzelbelege
1. ↑   Sale, S. 210
2. ↑  Carl von Linné (1758), S. 138.
3. ↑  Mathurin-Jacques Brisson (1760), Band 1 S. 48 & Band 5 S. 261.
4. ↑  Limosa The Key to Scientific Names. Edited by James A. Jobling
5. ↑  haemastica  The Key to Scientific Names. Edited by James A. Jobling
6. ↑  Félix de Azara (1805), S. 308–308.
7. ↑  Alfred Laubmann (1939), S. 84.
8. ↑  John Latham (1790), S. 720.